# Ruta 90 (Chile)
Ruta CH-90 (ex Ruta I-50) es una carretera chilena que abarca las provincias de Colchagua y Cardenal Caro en la Región del Libertador Bernardo O´Higgins en el Valle Central de Chile. La Carretera se inicia en San Fernando y finaliza en la ciudad de Pichilemu.

## Ruta nacional
Mediante un decreto del Ministerio de Obras Públicas, en octubre de 2009, fue designado Camino Nacional, cambiando su antigua denominación de Ruta I-50 a Ruta 90, Cruce Ruta 5 (Acceso Sur a San Fernando) - Pichilemu.

## Doble vía
Se ha proyectado la ampliación a doble vía de la carretera en el tramo San Fernando-Santa Cruz, entre el DM 0.000,00 al Dm 2.345,00, para descongestionar el tránsito entre estas dos ciudades, las más importantes del Valle de Colchagua, además de prevenir una gran cantidad de accidentes carreteros. Cabe destacar que estos trabajos serán realizados por parte del gobierno y no concesionados, como era el proyecto original. Esto a petición del grupo de alcaldes de las comunas afectadas por el cobro de peajes.

### Áreas Geográficas y Urbanas
- Kilómetro 0 Enlace San Fernando Norte  Autopista del Maipo.
- Kilómetro 2 Zona Urbana San Fernando.
- Kilómetro 17 Zona Urbana Placilla.
- Kilómetro 24 Zona Urbana Nancagua Cruce Ruta I-82 a Chépica.
- Kilómetro 31 Zona Urbana Cunaco.
- Kilómetro 37 Zona Urbana Paniahue. Acceso a Santa Cruz y Ruta I-72 a Lolol, Paredones y Bucalemu.
- Kilómetro 41 Comuna Palmilla.
- Kilómetro 59 Zona Urbana Peralillo.
- Kilómetro 65 Zona Urbana Población. Cruce Ruta I-60 a Pumanque.
- Kilómetro 73 Zona Urbana Marchigüe.
- Kilómetro 93 Cruce Ruta I-80-G a La Estrella, Litueche, Navidad,  Ruta CH-66 y Central Hidroeléctrica Rapel, San Antonio, Santiago, Melipilla, Ruta 78
- Kilómetro 127 Zona Urbana Pichilemu.